# Sarbinowo (województwo kujawsko-pomorskie)
Sarbinowo – wieś w Polsce położona w województwie kujawsko-pomorskim, w powiecie żnińskim, w gminie Żnin.
Wieś klucza żnińskiego arcybiskupstwa gnieźnieńskiego, położona była w XVII wieku w powiecie kcyńskim województwa kaliskiego. W latach 1975–1998 miejscowość położona była w województwie bydgoskim. Według Narodowego Spisu Powszechnego (III 2011 r.) liczyła 177 mieszkańców. Jest 26. co do wielkości miejscowością gminy Żnin.

## Zabytki
Według rejestru zabytków NID na listę zabytków wpisana jest stodoła przy domu nr 38, drewniana, 1. połowa XIX w., nr rej.: A/304/1 z 27.02.1992.